# Картвельські мови

Поширення картвельских мов на Закавказзі

Картве́льські мо́ви — мовна сім'я, розповсюджена на Південному Кавказі, здебільшого в Грузії.
Картвельськими мовами розмовляють приблизно 5–7 мільйонів осіб в цілому світі.

## Класифікація
Картвельські мови складаються із чотирьох близькоспоріднених мов:
- Сванська мова (30–100 тис.)
- Карто-занські мови:
  - Грузинська мова (4,7 млн.)
  - Занські мови:
    - Мегрельська мова (600 тис.)
    - Лазська мова (0,5–1,5 млн.)

## Граматика
В картвельських мовах налічують від 11 до 15 модально-часових форм. Відсутність категорії роду. Двадцятинна система числення.
Розрізнюють три основні конструкції речення: номінативна, ергативна та дативна.
Творення слів є суфіксальним, префіксальним та циркумфіксальним.
Прото-Картвельська мова, як і Праіндоєвропейська, входить до гіпотетичної Ностратичної мови.